# メチルセルロース

メチルセルロースとは、セルロースを化学修飾することによって合成される、セルロースの誘導体である。

## 用途
メチルセルロースは食品添加物として用いられることがあり、E番号はE461である。増粘、ゲル化、気泡安定化、加熱調理時の型崩れ防止などの用途で使用されている。

## 特徴
メチルセルロースは、比較的安定性に優れている。日本における、食品添加物としての用途での最大使用量は、食品の2.0％である。